# Cantone di Sedan-Ovest
Il Cantone di Sedan-Ovest era una divisione amministrativa dell'arrondissement di Sedan.
A seguito della riforma approvata con decreto del 21 febbraio 2014, che ha avuto attuazione dopo le elezioni dipartimentali del 2015, è stato soppresso.

## Composizione
Comprendeva parte della città di Sedan e i comuni di:
- Bosseval-et-Briancourt
- Chéhéry
- Cheveuges
- Donchery
- Noyers-Pont-Maugis
- Saint-Aignan
- Saint-Menges
- Thelonne
- Villers-sur-Bar
- Vrigne-aux-Bois
- Wadelincourt